# Moritz Hensoldt
Moritz Hensoldt (Lindenau, 11 novembre 1821 – Wetzlar, 10 ottobre 1903) è stato un ottico e imprenditore tedesco, pioniere dell'ottica. Fu cofondatore dell'industria di ottica e meccanica di precisione Hensoldt Wetzlar.

## Biografia
Figlio di Heinrich Christoph Hensoldt e la moglie Karoline Margarethe Engel, si trasferì nel 1829 con i genitori da Lindenau a Sonneberg (Turingia).
A Saalfeld, Hensoldt venne istruito come meccanico dall'incisore Andreas Wiskemann alla meccanica fine; grazie al suo buon rendimento, lasciò presto l'apprendistato con una certificazione professionale e si impiegò in seguito prima alla F. W. Breihaupt di Kassel (1842-1843) poi alla A. & G. Repsold di Amburgo. Qui nella primavera 1846 conobbe Carl Kellner, il cui laboratorio sarebbe stato rilevato nel 1870, dopo la morte di lui, da Ernst Leitz. Tra Kellner e Hensoldt, pur tanto diversi, si venne a creare una profonda amicizia, che caratterizzò gli anni a venire della loro vita.
Condividendo interessi e capacità, Kellner e Hensoldt tentarono tre volte di fondare insieme un laboratorio e collaborarvi. Ma le loro personalità divergenti furono causa tutte le volte di fallimento. Ciò nonostante i sei anni della loro amicizia, documentati dalla conservazione di 44 lettere scritte da Kellner a Hensoldt tra il 1846 e il 1852, forgiarono entrambi, influenzarono decisivamente il loro lavoro. Ciò vale soprattutto per Hensoldt, che sopravvisse quasi cinquant'anni all'amico morto prematuramente.
A casa della sorella di Kellner, Mathilde Hinckel, Hensoldt conobbe la futura moglie Christine Ohlenburger, cugina di Carl, e nel 1854 la sposò a Sonneberg.
Poco dopo il suo ritorno ad Amburgo, il 15 aprile 1847 fondo a Sonneberg un piccolo laboratorio (che sarebbe divenuto la Hensoldt AG). La data ufficiale di fondazione della ditta Hensoldt, il 1º aprile 1852, è stata dimostrata inesatta da nuove scoperte. Il 1º ottobre 2006 la Hensoldt AG di Wetzlar, appartenente al gruppo Zeiss, si è riconvertita nella Carl Zeiss Sports Optics.
Il forte attaccamento al padre potrebbe essere una delle cause per cui la coppia in un primo momento rimase nella zona di Sonneberg, e qui nacquero anche i primi dei loro nove figli, dei quali sette sopravvissero all'infanzia.

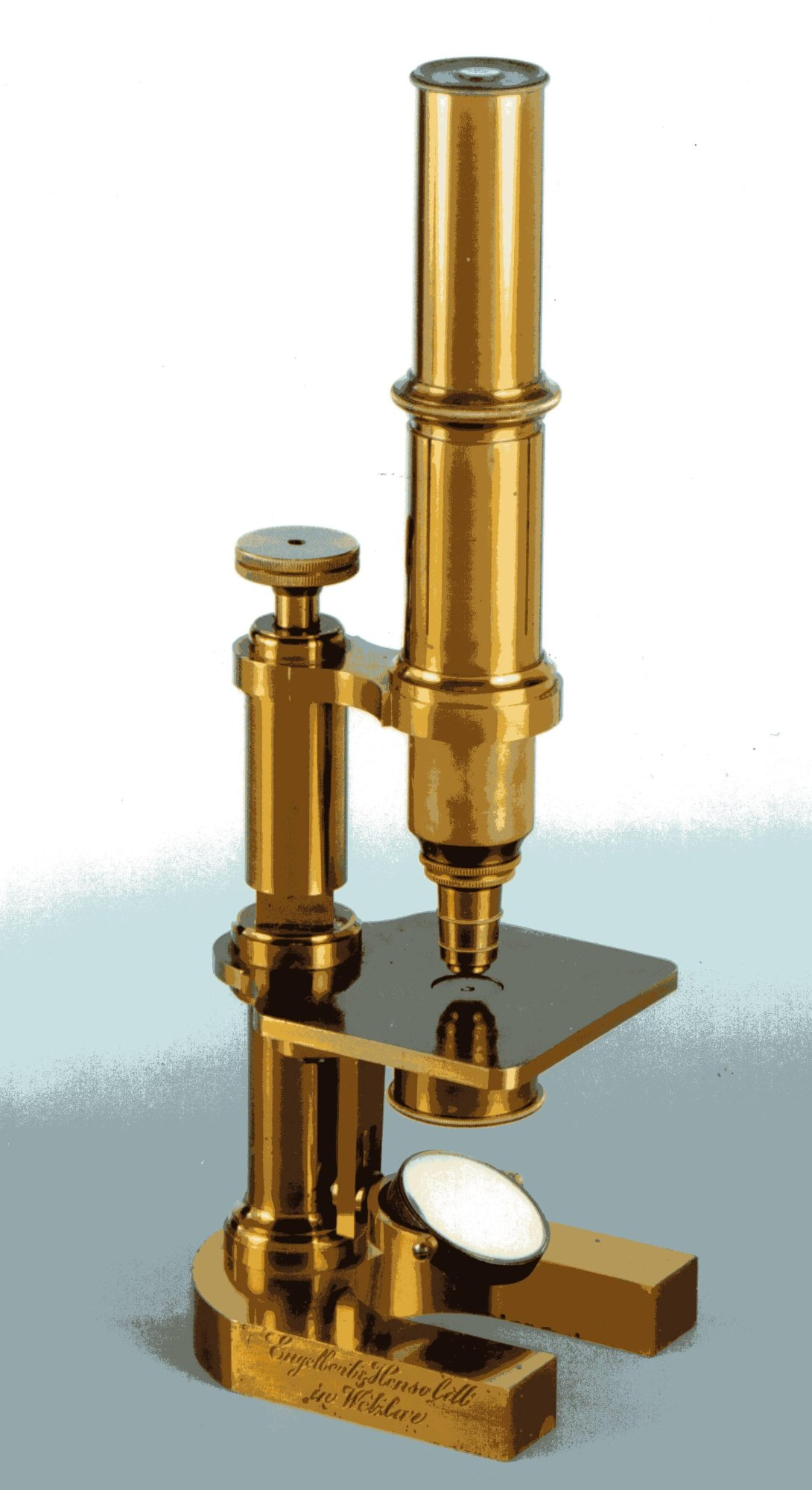
Microscopio Engelbert & Hensoldt (1870 circa)

La morte del padre a settembre 1859 e il legame di entrambi con la regione di Wetzlar fecero sì che Moritz Hensoldt, con un altro cugino di sua moglie, il meccanico e ottico Louis Engelbert di Oberndorf, che conosceva dai suoi soggiorni nella zona, nel 1861 fondassero a Braunfels la ditta Engelbert & Hensoldt, che si fece presto una buona reputazione nella fabbricazione di microscopi.
A fine 1865 entrambe le famiglie si stabilirono definitivamente a Wetzlar.

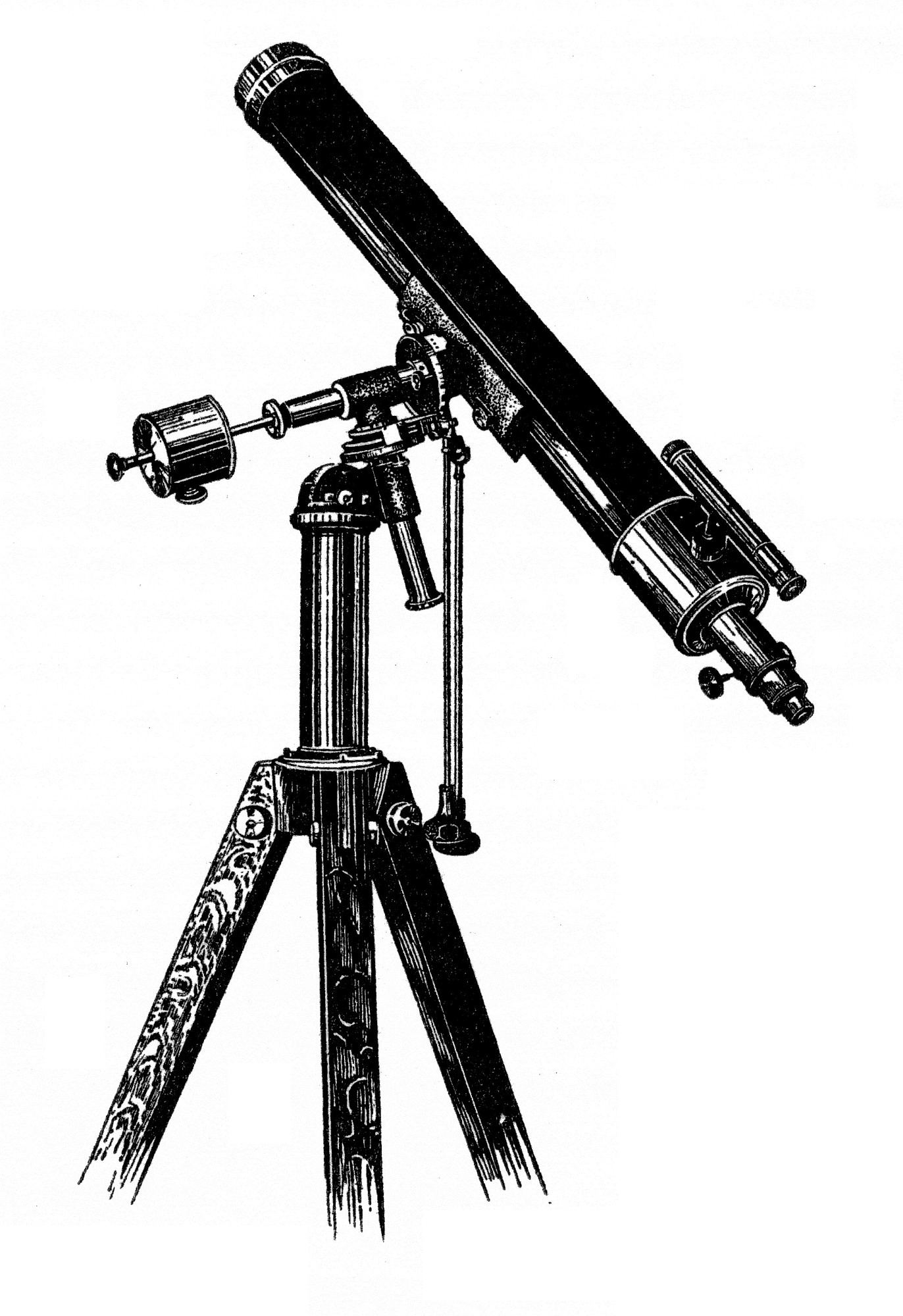
Telescopio

Gli anni seguenti furono contrassegnati da una crescita costante di quella che all'inizio era una semplice attività artigiana.

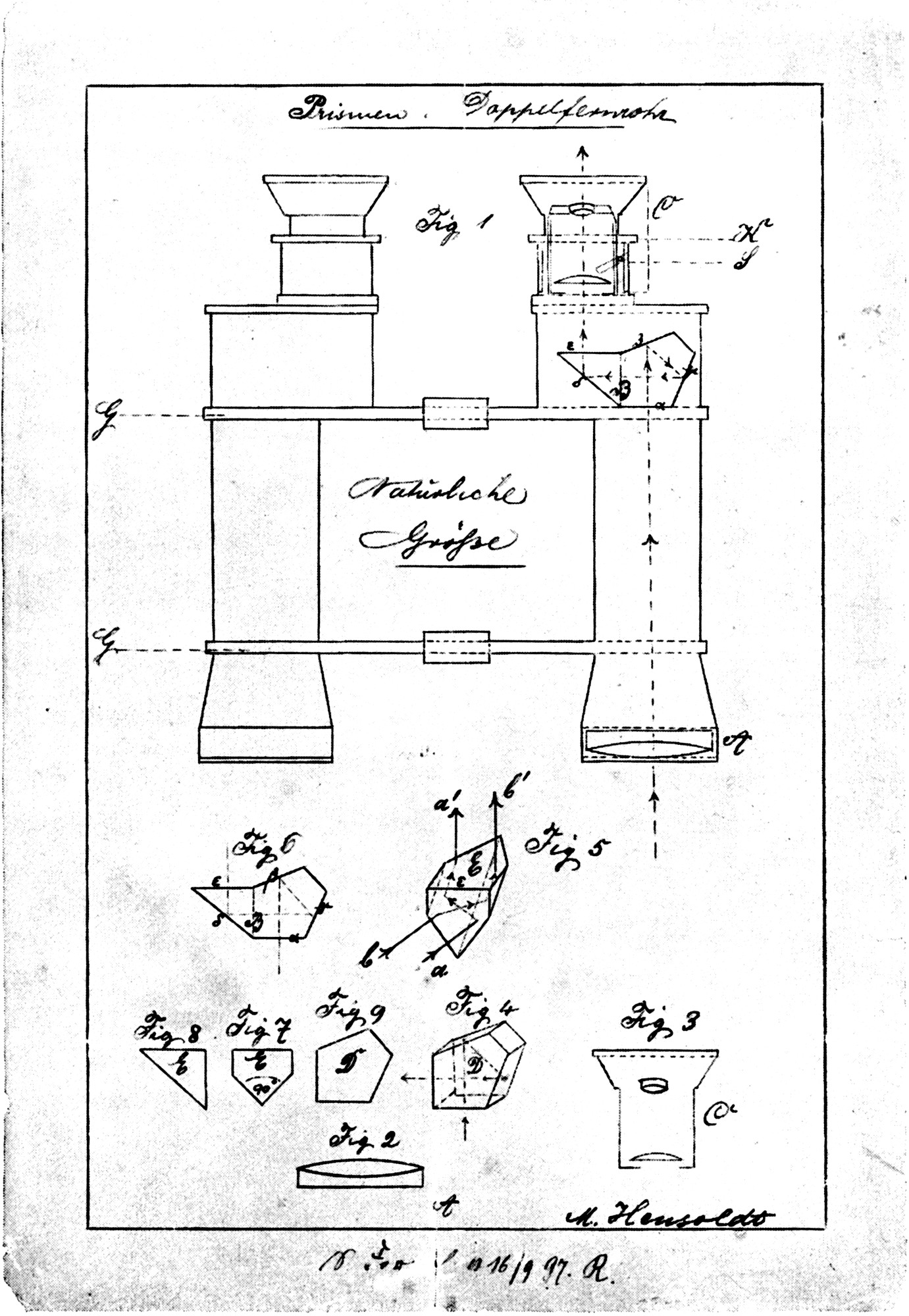
Progetto di mano di Moritz Hensoldt per un binocolo prismatico con pentaprisma dialitico (1897)

Hensoldt si fece un nome nel mondo professionale con una serie di originali innovazioni, soprattutto nel settore del binocolo e della geodetica. Dal 1880 la ditta rifornì su larga scala prima l'esercito britannico, poi quello tedesco.
Anche nell'ambito  dei telescopi (poi binocoli) per uso privato e di caccia, dei telescopi e degli strumenti di misurazione astronomici, la ditta si era già fatta strada. I successi commerciali permisero la fondazione di un nuovo grande stabilimento nel 1895 nella Sophienstraße. 
Nel 1896 i figli Waldemar e Carl entrarono in società. Hensoldt continuò a lavorare fino all'ultimo.
Morì il 10 ottobre 1903, all'età di quasi 82 anni. La moglie Christine l'aveva preceduto nella primavera di quell'anno. In un necrologio stampato in occasione del centenario dell'azienda nel 1952 si legge:

## Invenzioni di Moritz Hensoldt

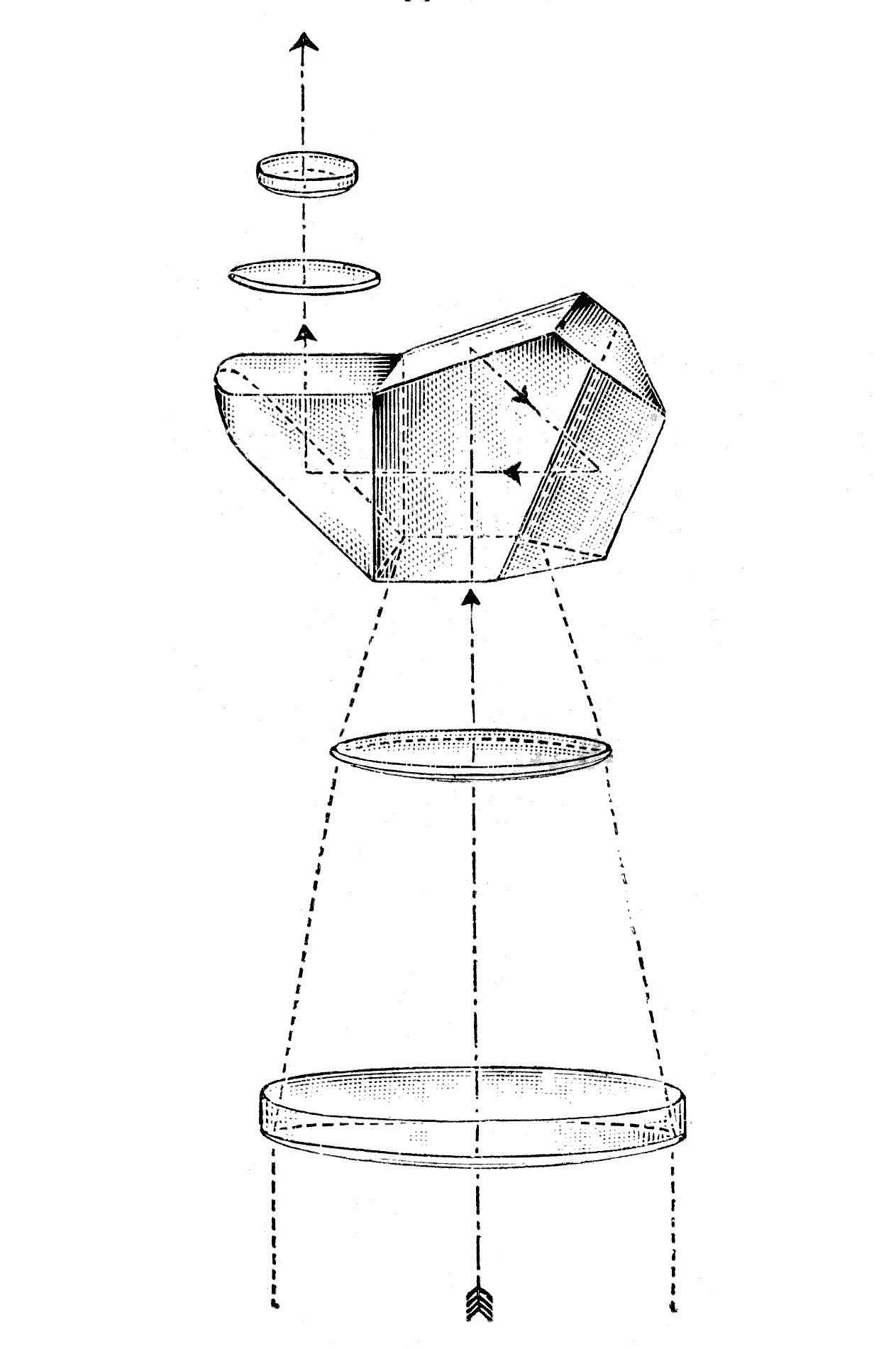
Sistema di lenti e prismi del pentaprisma dialitico (1897)

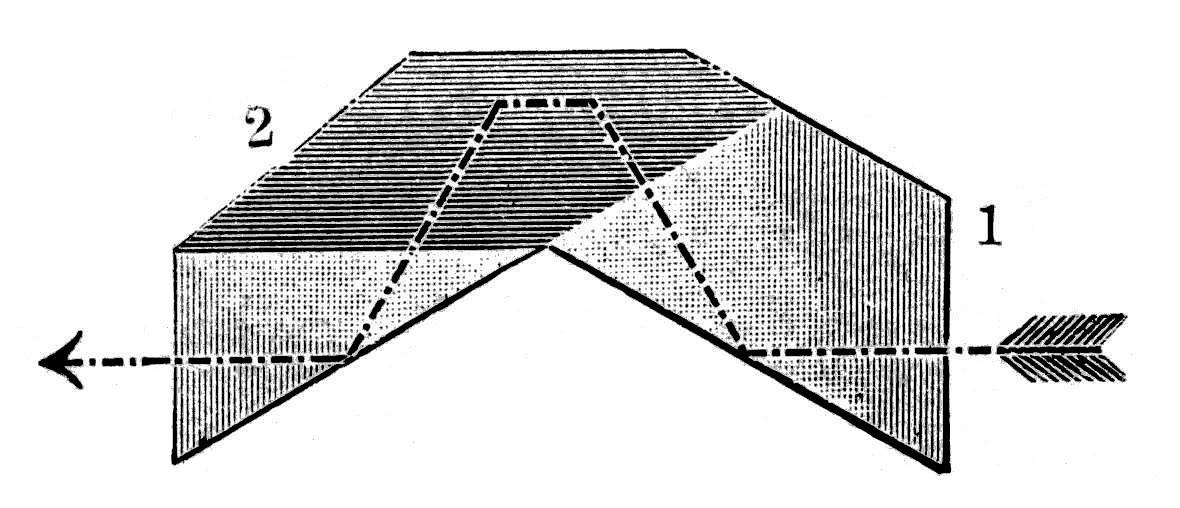
Il sistema di prismi è formato dai corpi vitrei 1 e 2. Il corpo 1 funge da riflettore del fascio di luce entrante dall'obiettivo, il corpo 2 possiede il "tetto" che determina l'inversione dell'immagine

- 1877-1878: microscopio da lettura, apparecchio di vasto impiego nello strumentario di misurazione, usato per la lettura a cerchi (teodolite, strumento dei passaggi) di precisione
- 1879: telemetro a scala per usi militari
- 1880: oculare ortottico sviluppato dall'oculare di Kellner
- 1892-1893: telemetro di base (insieme alla ditta Beaulieu-Hahn di Kassel), per il quale Hensoldt riprende l'idea concepita nella corrispondenza con Kellner di usare combinazioni di prismi per invertire le immagini
- dal 1897: doppi telescopi prismatico con pentaprisma, il quale grazie a una doppia riflessione offre la cosiddetta "immagine stazionaria" e semplifica notevolmente la costruzione del telescopio, permettendo anche l'uso di grandi obiettivi che incrementano di molto l'intensità della luce
- 1899: piccolo telemetro (prisma pentagonale)
- dal 1900: telescopio binoculare con sistema dialitico, combinazione del cosiddetto sistema di obiettivi dialitici con un pentaprisma a tetto per abbreviare il percorso del fascio di luce nel binocolo (dimensioni maneggevoli); con un obiettivo di 35 mm diametro, in un ingrandimento 5x si ottiene un notevole aumento dell'intensità della luce
- 1902: mirino per fucili; i prismi a tetto di nuova invenzione qui usati per la prima volta permettevano un fascio rettilineo senza spostamento parallelo.

Verso il 1900 solo la Hensoldt era in grado di produrre in serie i prismi a tetto. La speciale costruzione a prismi del cannocchiale trovò un'applicazione di successo nel 1906, con il telescopio a prismi prodotto dal figlio minore Carl, lo Hensoldt-Dialyt.